# Zelotes butarensis
Zelotes butarensis este o specie de păianjeni din genul Zelotes, familia Gnaphosidae, descrisă de Fitzpatrick în anul 2007. Conform Catalogue of Life specia Zelotes butarensis nu are subspecii cunoscute.